# E.J. Singler
Pour les articles homonymes, voir Singler.
Edward "E. J." Singler, né le 6 juin 1990 à Medford dans l'Oregon, est un joueur américain de basket-ball.